# Rina Tatsukawa
Rina Tatsukawa (14 luglio 1996) è una judoka giapponese.

## Palmares
- Campionati asiatico-pacifici di judo

Fujairah 2019: bronzo nei 52 kg.
- Universiade

Taipei 2017: oro nei 52 kg.
Campionati mondiali cadetti
- Miami 2013: bronzo nei 57 kg.